# Malbork
Malbork (tyska och äldre svenska Marienburg) är en stad i norra Polen i regionen Żuławy. Staden hade 38 101 invånare år 2020 och är residensstad i Powiat Malborski. Staden är belägen i Pommerns vojvodskap sedan 1999, tidigare i Elblągs vojvodskap (1975–1998).

## Historia
År 1274, cirka fyrtio år efter att Tyska Orden inlett sin erövring av prusernas land, påbörjade den byggandet av fästningen Marienburg (på polska uttalat Malbork) vid floden Nogats stränder. 1309 blev den ordens högsäte vilket den förblev till 1457. Efter att orden under tidigt 1400-tal försökt utvidga ordensstaten västerut kom den i krig med den polska kronan som såg sina livsviktiga handelsförbindelser över östersjöhamnen i Danzig hotade. I kriget led orden 1410 ett förkrossande nederlag vid Tannenberg och även om själva Marienburg stod emot en belägring under ledning av ordenshögmästaren Heinrich von Plauen, tvingades orden till en hård fred i Thorn 1411. Freden innebar bl.a. stora kontributioner till den polska kronan vilket åderlät orden och fick den att höja skattetrycket i den preussiska ordensstaten. 1454 kom det återigen till krig, denna gång ställde sig hårt exploaterade preussiska städer på polska kronans sida och Marienburg, som i flera år utsattes för en av medeltidens största belägringar, såldes 1457 till Polens kung Kasimir IV av ordens böhmiska legosoldater som inte fått ut sin sold på länge. Själva staden Marienburg, som stannat på ordens sida i kriget mot de övriga städerna, stod under borgmästaren Bartholomäus Blume emot de polska styrkorna i ytterligare tre år innan man gav upp och Blume avrättades. Därpå blev Marienburg i den andra freden i Thorn 1466 ett polskt kungligt slott fram till delningen av Polen 1772 då det blev en del av Preussen och i och med det tyska riksenandet år 1871, det tyska riket. Under såväl andra polska kriget 1626-1630 som det svensk-polska kriget 1656-1660 kom borgen att besättas av svenska trupper. 
I och med delningen av Polen blev Marienburg en del av den preussiska provinsen Västpreussen och kom tidvis att tjänstgöra som kasern och stall, men under 1800-talet inleddes omfattande restaureringar. Efter Tysklands nederlag i första världskriget 1918, och Polens återuppståndelse, kom det övervägande tyskspråkiga Marienburg, med kringliggande delar av Västpreussen, att efter en folkomröstning 1920 att anslutas till det tyska Ostpreussen.
I slutet av andra världskriget 1945 förskansade sig tyska förband i Marienburg och borgen skadades svårt vid Röda Arméns erövring. Stora delar av den tyska civilbefolkningen hade då flytt för att sedan inte kunna återvända. Staden ställdes istället under polsk förvaltning under dess polska namn Malbork och befolkades med polska medborgare som fördrivits från de polska territorier öster om den s.k. Curzon-linjen som annekterats av Sovjetunionen. 1970 erkände Västtyskland i traktat med Sovjetunionen och Polen sina territorieförluster till Polen och detta bekräftades i 1990 års gränstraktat mellan det återförenade Tyskland och Polen. I oktober 2008 upptäcktes vid grävarbeten inför ett hotellbygge i Malbork en massgrav för mer än 2100 människor, med största sannolikhet tyska civilister som miste livet i andra världskrigets slutskede. De jordfästes 2009 på den tyska krigskyrkogården Stare Czarnowo i närheten av Szczecin. 
Under efterkrigstiden har omfattande restaureringsarbeten genomförts i borgen och den är sedan 1997 förklarad som världsarv av Unesco. Idag kan medeltidsfantaster från hela världen varje sommar återuppleva 1410 års belägring av borgen i en medeltidsfestival ”Belägringen av Malbork”.

## Moderna tiden

Bilder av borgen
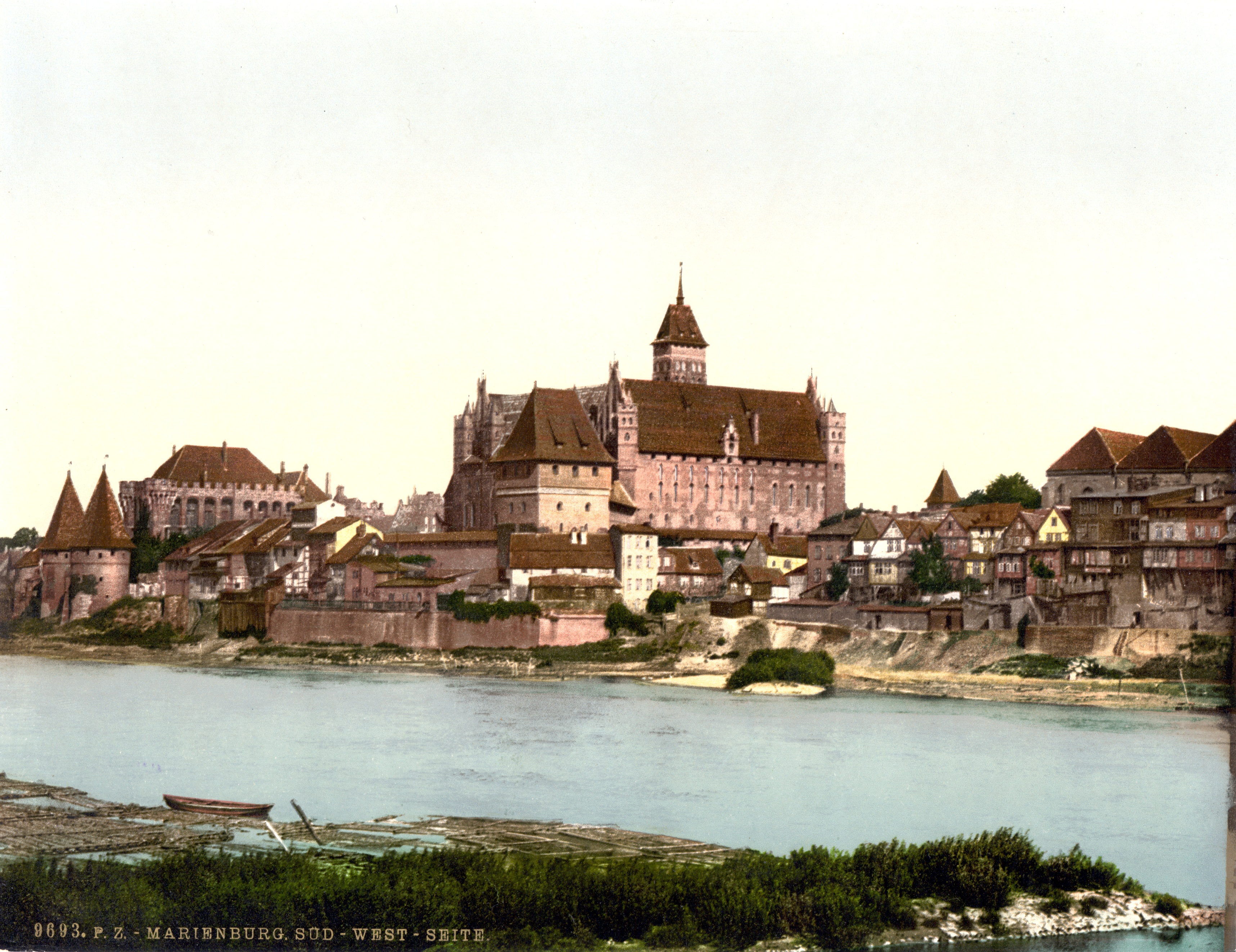
Allmän överblick över slutet av artonhundratalet
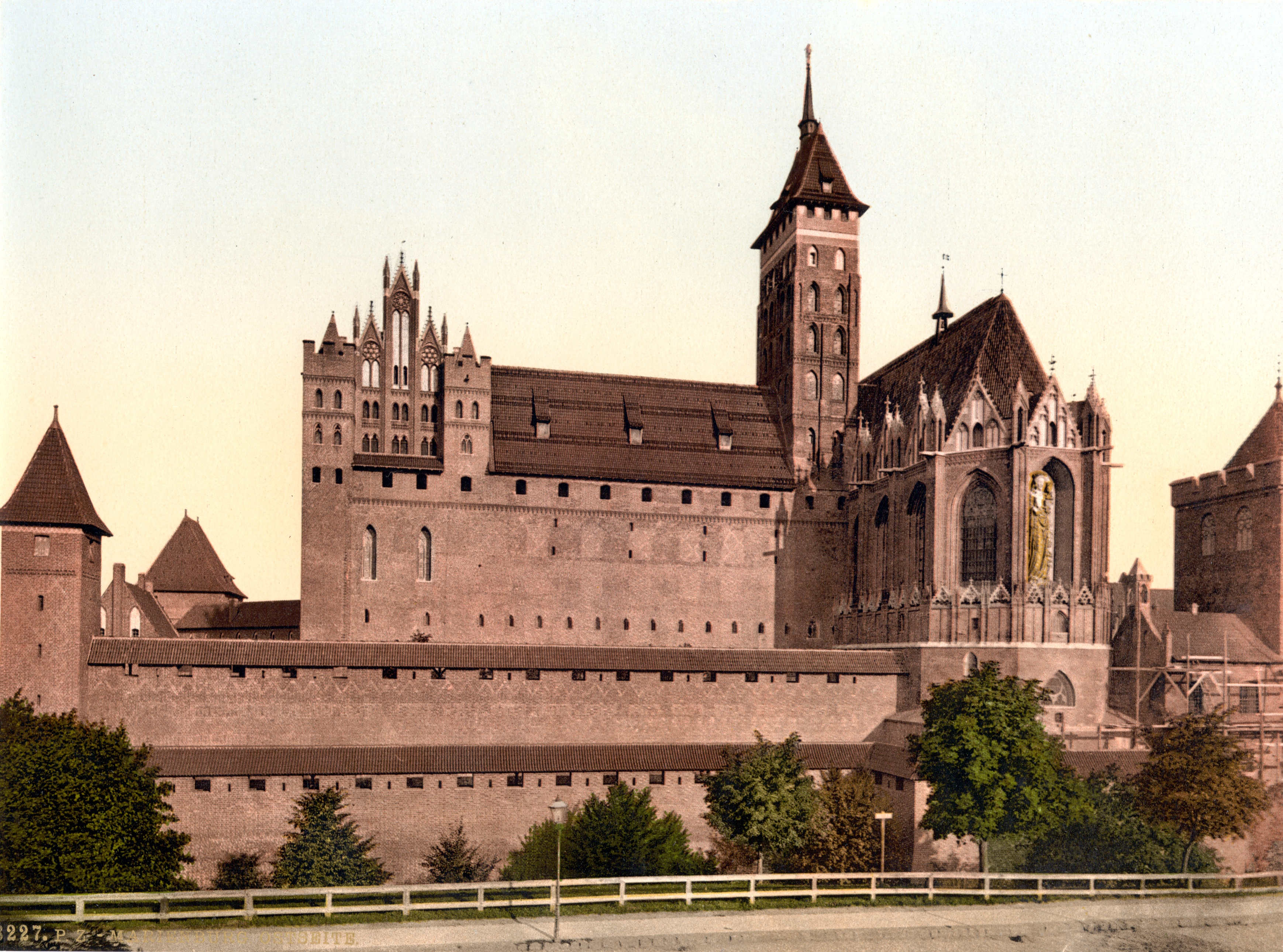
Vy över borgen högt på östra sidan av fotografier av 1901
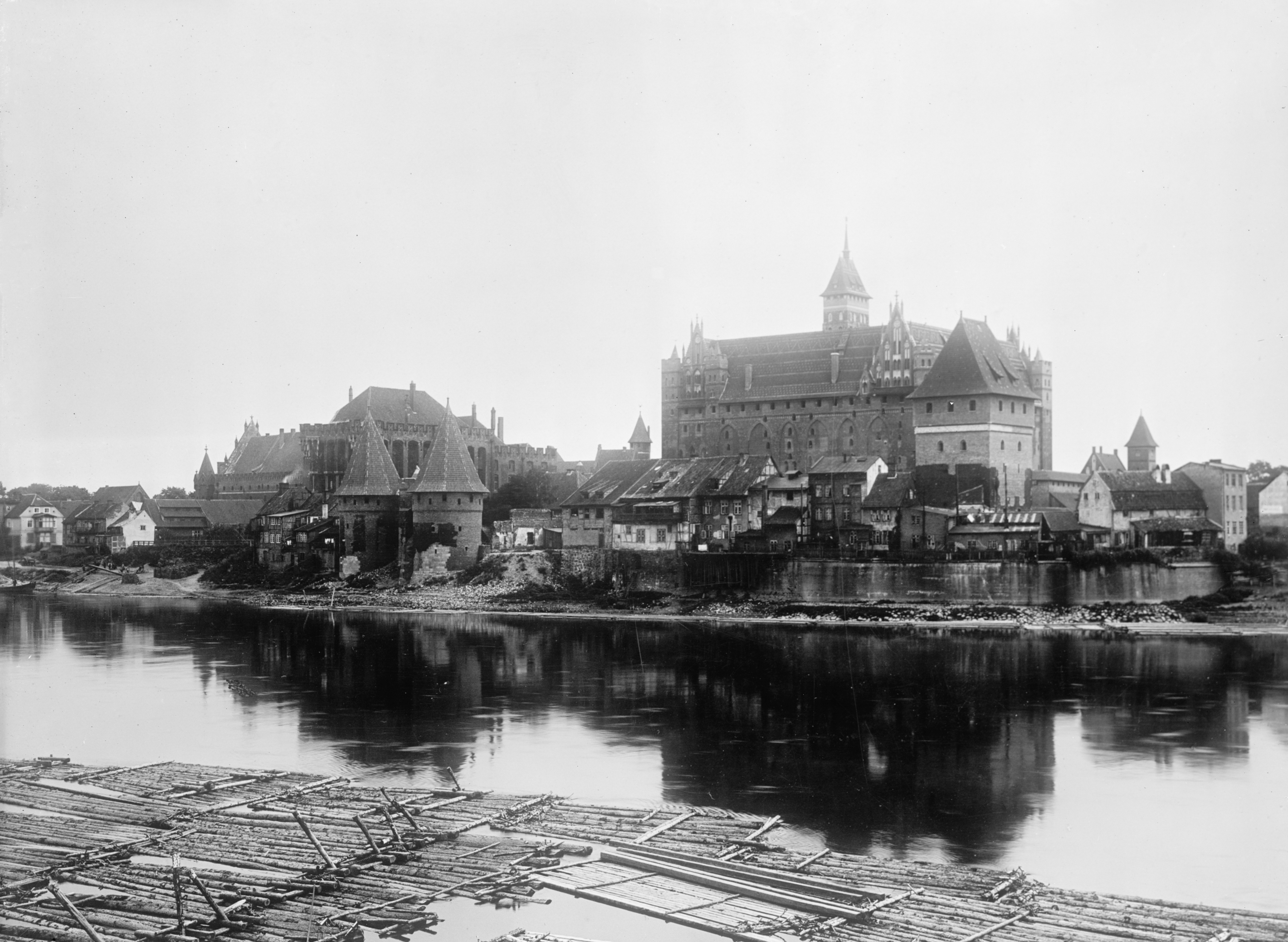
Se från åren 1910-1920
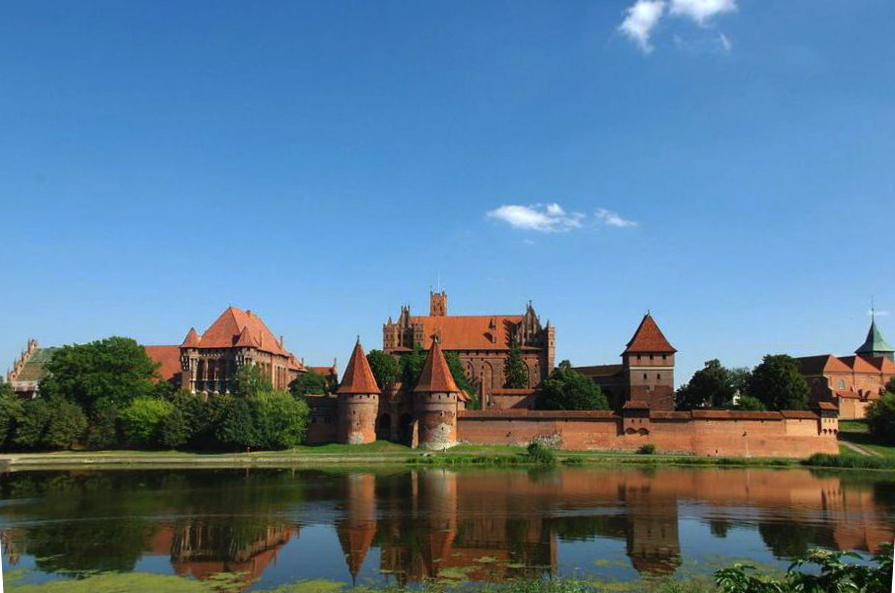
år 2011

## Ordensborgen Marienburg
Slottet utgör Europas största tegelbyggnad och består av tre huvuddelar: förborgen, mellanborgen och högborgen. Dessa tjänade alla tre olika syften och ser motsvarande olika ut. Högborgen är den äldsta delen och utgjorde både försvarsanläggning och logi för ordensriddarna. Mellanborgen påbörjades 1309 och innefattande bland annat residenset för högmästaren för Tyska Orden, högmästarpalatset. Förborgen påbörjades även den år 1309 och byggdes gradvis ut, bland annat utförde svenska styrkor befästningsarbeten 1656-1659. 

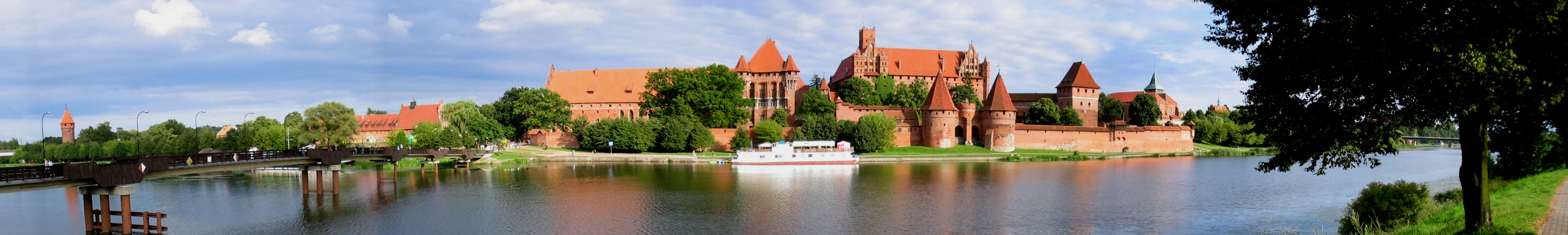
Tyska riddarordens borg i Malbork (Marienburg)

## Berömda personer från staden
- Bartholomäus Blume, borgmästare i Marienburg († 1460)
- Achatius Cureus, författare och poet, född i Marienburg (1531–1594)
- Wilhelm Bennet von Schulte, kartograf och historiker, född i Marienburg (1821-1894)
- Adalbert Krüger, astronom, född i Marienburg (1832-1896)
- Carl Legien, fackföreningsman och tysk riksdagsledamot, född i Marienburg (1861-1920)
- Stanisław Taczak, polsk general och överbefälhavare i Storpolens resning 1918-1919, levde och dog i Malbork (1874-1960)
- Philip (Phil) Rosen, filmregissör och medgrundare av American Society of Cinematographers, född i Marienburg (1888-1951)
- Erich Kamke, matematiker, född i Marienburg (1890-1961)
- Heinz Galinski, ordförande för Judiska Centralrådet i Tyskland, född i Marienburg (1912-1992)
- Alfred Struwe, skådespelare, född i Marienburg (1927-1998)
- Hartmut Boockmann, historiker, född i Marienburg (1934–1998)
- Klaus Ampler, tävlingscyklist, född i Marienburg (* 1940)
- Wolfgang Barthels, fotbollsspelare och medlem i DDR:s fotbollslandslag, född i Marienburg (* 1940)
- Grzegorz Lato, fotbollsspelare och medlem i Polens fotbollslandslag, född i Malbork (* 1950)
- Rafał Murawski, fotbollsspelare och medlem i Polens fotbollslandslag, född i Malbork (* 1981)